# Manbuta pylades
Manbuta pylades là một loài bướm đêm trong họ Erebidae.